# Суперкубок Израиля по футболу 2017
Суперкубок Израиля по футболу 2017 года — 29-й розыгрыш Суперкубка Израиля, в котором встретились чемпион страны «Хапоэль (Беэр-Шева)» и обладатель Кубка Израиля 2016/17 «Бней Иегуда (Тель-Авив)». Проводился один матч в Нетании 10 августа, который закончился со счётом 4:2 в пользу чемпиона Израиля.
Таким образом, команда из Беэр-Шевы спустя год повторила успех, завоевав чемпионство и Суперкубок.